# The gathering light
The gathering light is het vijfde muziekalbum van de Welshe muziekgroep Karnataka. 

## Inleiding
Sinds het livealbum Strange behaviour is er veel en toch weinig met de band gebeurd. De band hief zichzelf op, maar al in 2005 waren er pogingen om een doorstart te maken. Echter een album bleef al die tijd uit, wel verschenen van diverse personele combinaties albums uit, bijvoorbeeld onder de vlag van Panic Room. De personeelswisselingen gingen zo snel dat er aan een album niet gewerkt kon worden.
De belangrijkste man Ian Jones koos na een kort verblijf in samenwerkingsverband Chasing the Monsoon met No ordinary world uiteindelijk voor de doorstart van Karnataka, dat dan ook als Karnataka II  gezien kan worden. Vervolgens zag The gathering light het levenslicht. Daarna werd geconstateerd dat er alweer personele omzettingen waren, onder andere Fury vertrok. Al die wijzigingen houden Karnataka in de schaduw van Mostly Autumn, dat toch wel gezien wordt als de grote broer van Karnataka. Opnamen vonden plaats in Kent; Gathering Light Studios.

## Musici
- Ian Jones – basgitaar, toetsinstrumenten, baspedalen, percussie, bodhrán
- Lisa Fury – zang, percussie
- Gonzalo Carrera – toetsinstrumenten
- Enrico Pinna – gitaar
- Ian Harris – slagwerk

met
- Troy Donockley – Uillean pipes en fluitjes (4,6,8) (bekend van Iona en Mostly Autumn)
- Hugh McDowell – cello (2,6,7 en 8) (voormalig ELO)
- strijkkwartet (4,6,8) bestaande uit Phillippe Honoré, Bridget Davey (viool), Clive Howard (altviool), Jane Fenton (cello); arrangementen van Ian Jones.

## Muziek
| Nr. | Titel                                      | Duur  |
| --- | ------------------------------------------ | ----- |
| 1.  | The calling                                | 1:59  |
| 2.  | State of grace (Jones, Carrera)            | 8:53  |
| 3.  | Your world (Jones, Carrera)                | 7:48  |
| 4.  | Moment in time (Fury, Jones)               | 6:53  |
| 5.  | The serpent and the sea (Fury, Jones)      | 10:21 |
| 6.  | Forsaken (Fury, Jones)                     | 12:24 |
| 7.  | Tide to fall (Fury, Jones)                 | 5:36  |
| 8.  | The gathering light (Fury, Jones, Carrera) | 14:12 |